# مغير اللعبة (فلم)
مغير اللعبة (بالإنجليزية: Game Changer) هو فيلم أكشن سياسي هندي باللغة التيلجو عام 2025 من إخراج إس. شانكار في أول ظهور له باللغة التيلجو وإنتاج ديل راجو تحت إشراف إبداعات سري فينكاتيسوارا. نجوم الفيلم رام شاران في أدوار مزدوجة، إلى جانب كيارا أدفاني، أنجالي، إس جيه سوريا، سريكانث، سونيل، جايارام وساموثيراكاني.

## حبكة
أتم رام ناندان عملية المقابلة ليصبح قاضيًا للمنطقة من خلال امتحان UPSC وهو في طريقه إلى منصبه في فيساخاباتنام، أندرا براديش. لكن في الطريق، يتعرض لهجوم من قبل عصابة أرسلها منافسه من الكلية، الذي يعمل في استخراج الرمال بموجب عقد وزير ولاية أندرا براديش، بوبيلي موبيدفي، نجل رئيس الوزراء بوبيلي ساتيامورثي والشقيق الأصغر لوزير الداخلية في ولاية أندرا براديش، بوبيلي مونيمانكيام.
كانت موبيديفي تحلم دائمًا بمنصب رئيس وزراء ولاية أندرا براديش، لكنها تخشى أن يذهب المنصب بدلاً من ذلك إلى شقيقها الأكبر، لأنه الوريث الأكبر لساثيامورثي. يبدأ رام أعماله كقاضي منطقة ويدعو المخالفين في المنطقة إلى اجتماع في اليوم التالي لوصوله إلى منصبه. في البداية، يتوسل إليهم أن يتوقفوا عن ارتكاب الخطأ. ومع ذلك، فإنهم يسخرون منه، معتقدين أنها مزحة. يقرر رام بعد ذلك أن يأخذ المجرمين ويذهب إلى ميناء أحدهم، حيث يقولون إنهم يبيعون الأرز. ومع ذلك، فإنه يجد دليلا على أنهم يبيعون المخدرات بدلا من ذلك.

## الممثلون
- رام شاران في دور مزدوج كـ:
  - محصل المنطقة إتش رام ناندان، ضابط IAS وضابط سابق في IPS
  - أبانا، والد رام
- كيارا أدفاني بدور الدكتورة ديبيكا، زوجة رام
- أنجالي بدور بارفاثي، زوجة أبانا وأم رام
- س. J. سوريا بدور بوبيلي موبيديفي، رئيس الوزراء ولاية أندرا براديش
- سريكانث بدور بوبيلي ساتيامورثي، والد بوبيلي موبيديفي.
- سونيل بدور "سايد" ساتيام، رفيق رام ناندان
- جايرام بدور بوبيلي مونيمانيكيام، وزير الداخلية في ولاية أندرا براديش
- ساموثيراكاني بصفته رفيق أبانا
- براهماندام[6] كجامع المنطقة كاليان سوندارام
- راجيف كاناكالا بدور موكوندا
- ناريش
- نافين شاندرا كصديق بوبيلي موبيدفي
- فينيلا كيشور
- أتشيوث كومار بدور البروفيسور ك.ب.
- سبحاليخا سودهاكار
- برودفي راج
- راغو بابو
- ساتيا كصديق رام
- بريادارشي بوليكوندا كصديق رام
- فينكاتيش كاكومانو بدور صديق رام
- شيتانيا كريشنا كصديق رام
- هارشا شيمودو
- سودهارشان
- ساتيا براكاش
- رشا رافي
- كيشور كومار بوليميرا
- فيسوانت دودومبودي[7]
- أنانيا شارما [7] كأخت رام
- اجاي غوش
- كريشنودو
- راغو كارومانشي
- النجا ماهيش
- جوندو سودارشان
- سريكانث ينجار
- ثوتابالي مادو
- دوفاسي موهان
- كادامباري كيران بدور ضابط شرطة
- فينو تحوتمبودي
- رافي براكاش
- اشفين رجا
- سرينيفاسا ريدي
- ناجينيدو
- برافينا
- صاروخ راجافا

## موسيقى
تم تأليف الموسيقى التصويرية بواسطة ثامان إس، في أول تعاون موسيقي له، إلى جانب تعاونه الشامل الثالث مع شانكار، بعد ظهوره لأول مرة كممثل في بويز (2003)، وايرام (2009)، والذي أنتجه شانكار.  كما أنها المرة الرابعة التي يعمل فيها شانكار مع مؤلف موسيقي آخر إلى جانب زميله الدائم، أي آر رحمن. قام ثامان بتأليف وتسجيل أغنية المقدمة في 14-15 يوليو 2021 في حيدر أباد، بمساعدة 135 موسيقيًا.  حصلت شركة Saregama على حقوق الصوت للفيلم. 

## روابط خارجية
- مغير اللعبة على موقع IMDb (الإنجليزية)
- مغير اللعبة على موقع قاعدة بيانات الفيلم (الإنجليزية)
- مغير اللعبة على موقع ليتربوكسد (الإنجليزية)